# Martin Ramström
Oskar Martin Ramström, född den 10 november 1861 i Stockholm, död den 17 augusti 1930 i Uppsala, var en svensk läkare och universitetslärare.
Ramström blev student vid Uppsala universitet 1880, filosofie kandidat på humanistiska linjen 1885 och på den matematisk-naturvetenskapliga 1887, medicine licentiat i Uppsala 1901 och medicine doktor i Lund 1905, sedan han utgivit avhandlingen Untersuchungen und Studien über die Innervation des Peritoneum der vorderen Bauch-Wand. Han utnämndes 1906 till extra ordinarie professor i anatomi vid Uppsala universitet och blev 1909 ordinarie professor. Han blev emeritus 1926. Bland Ramströms skrifter märks Om de Vater-Paciniska kropparnas funktion (1907) och Emanuel Swedenborg's investigations in natural science and the basis for his statements concerning the functions of the brain (1910).